# アラグリオ
アラグリオ（ALAGLIO）は、日本化薬が販売する世界初の膀胱癌の診断用蛍光薬剤。5-アミノレブリン酸(5-ALA)の塩化化合物。

## 概要

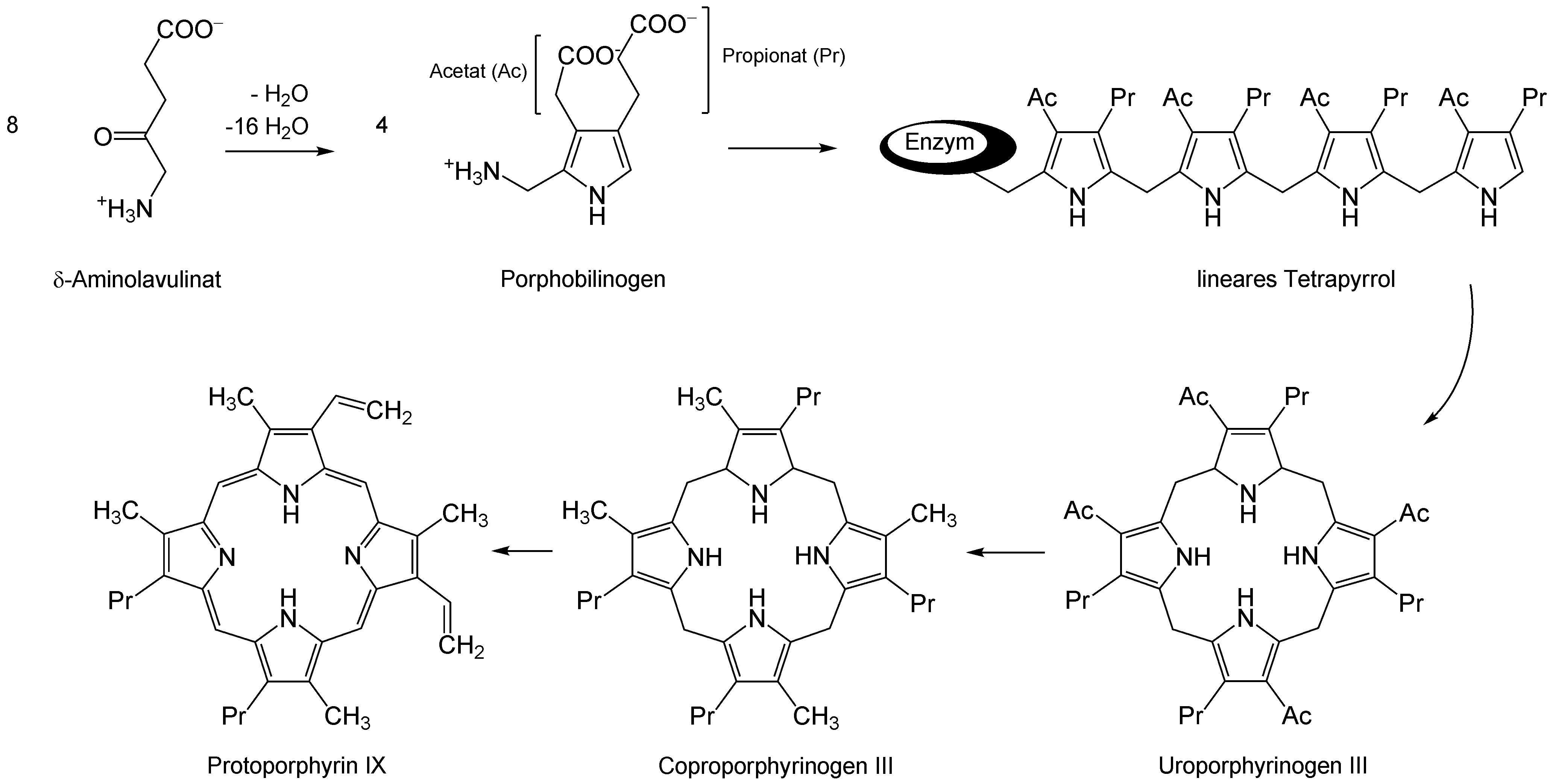
δ-アミノレブリン酸からプロトポルフィリンIXまでの生合成経路

アラグリオは白色の粉末で、水には易溶。癌組織に取り込まれると、プロトポルフィリンⅨ（PPⅨ）に変換される。プロトポルフィリンⅨは、青色光線（400-410nm）に反応して、635nmをピークとする赤色蛍光を発する。アラグリオを膀胱鏡検査の前に投与しておくことで、膀胱癌の広がりや遺残などの光力学診断に使用することが出来る。腫瘍細胞では正常細胞と比較して、PPⅨ生成に至る酵素の活性が高いことと、PPⅨからヘムを合成する酵素活性が低いことにより、腫瘍細胞では正常細胞に比べPPⅨが蓄積しやすいとされる。
泌尿器科領域の光学診断用薬剤として、高知大学医学部泌尿器科が『光線力学技術に基づくがんの診断に関する共同研究』としてSBIファーマ株式会社との共同で、臨床研究を行ってきた。平成29年、「経尿道的膀胱腫瘍切除術時における筋層非浸潤性膀胱癌の可視化」を効能・効果として『アラグリオ顆粒剤分包 1.5g』を厚生労働省が認可した。経尿道的膀胱腫瘍切除術（TUR-BT）施行時における筋層非浸潤性膀胱癌の可視化を目的とした世界初の光線力学診断（Photodynamic Diagnosis: PDD）用経口製剤である。

## 使用法と注意点

### 投与法と対応症例
アラグリオは、検査の2-4時間前に少量の水に溶解して内服投与される。投与量は体重1kgあたり20mgで計算する。ポルフィリン症、ポルフィリン過敏症や妊婦には投与できない。また光過敏を誘発する傾向がある薬剤（テトラサイクリン系抗生物質、スルフォンアミド系製剤、ニューキノロン系抗菌剤、ヒペリシン（セイヨウオトギリソウ抽出物））を使用中の患者にも併用注意薬である。対象部位に炎症があると偽陽性となる可能性が高いため、膀胱内BCG治療や前回TUR-BTからは3カ月以上の期間を開けることが推奨されている。

### 検査・処置中の注意事項
PPⅨの赤色蛍光は、青色光の照射により次第に退色する。したがって過剰な青色光の照射は癌組織の発光の減衰を招き、癌組織が存在するのに発光しないという偽陰性が起きやすくなる。そのため、病変部位への青色光の照射は必要最低限に留め、切除処置や止血処置時には白色光に切り替えて実施するように推奨されている。
相互作用
バルビツール酸系全身麻酔剤、例えばチオペンタールは効果を増強する。

### 投与後の管理
投与後少なくとも48時間は、PPⅨによる光障害を避けるために強い光（手術室の照明、直射日光又は明るい集中的な屋内光等）への眼及び皮膚の曝露を避ける必要がある。概ね照度500ルクス以下（蛍光灯照明の一般オフィス程度）で生活してもらい、PPⅨが体外に排出されるか代謝されるまでは外出することはできない。これは体内に残るポルフィリンが光学感作されてポルフィリン症を発症するのを防止するためである。また投与後48時間は併用注意薬の投与を可能な限り避ける必要がある。

## 副作用
比較的高頻度の副作用として、肝障害（37.4％）が知られる。比較的低頻度だがTUR-BTの周術期に低血圧(2.4％)が発生し、重篤な低血圧は0.8％であったとされる。低血圧に対してはノルアドレナリンやアドレナリンの持続点滴が必要となる症例もある。

## 代謝
経口投与では血漿中の未変化体濃度は、投与後0.83時間で最高濃度に到達し、消失半減期は2.27時間であった。ヒト血漿蛋白結合率は、500-5000μg/Lの濃度で12％であった。血漿中PPⅨ濃度は投与後6.17時間に最高濃度に到達し、半減期は4.91時間であった。

## 類似薬
類似薬としてポルフィマーナトリウム塩（販売名：フォトフリン静注用）や、タラポルフィリンナトリウム（販売名：注射用レザフィリン）が認可されているほか、TemoporfinやPurlytin、Foscan、フェオフォーバイド等が開発されている。

## 特記事項
- プロトポルフィリンⅨが集積するのは膀胱癌に限った話ではなく多くの腫瘍組織で観察される。病変部に青色レーザーを照射して焼却する光線力学療法が行われている[7]。
- 2013年には、悪性神経膠腫に対しても5-ALAが術中の浸潤範囲判定の目的で厚労省に認可されている[4]。